# 林道牛滝線
林道牛滝線（りんどううしたきせん）は、和泉山脈に設置されている林道のひとつである。大阪府岸和田市牛滝から和泉葛城山頂付近（和歌山県紀の川市切畑）を結ぶ。

## 概要
林道牛滝線は、岸和田市側から和泉葛城山頂への交通アクセスを目的して山林管理用の道路として整備され、岸和田市により維持・管理されている。「大阪府道40号岸和田牛滝山貝塚線」と接続しており、麓の牛滝集落付近の牛滝温泉施設付近に登り口（始点）がある。岸和田市に隣接する貝塚市蕎原（そぶら）からもアクセスが可能であり、途中で合流する。
終点にロータリー交差点があり、「紀泉高原スカイライン」（紀の川市神通で主要地方道泉佐野打田線に接続）と「林道重谷線」（和歌山県道127号中尾名手市場線と接続）に接続している。